# Vasili Grishchenkov
Vasili Grishchenkov (Unión Soviética, 23 de enero de 1958) es un atleta soviético retirado especializado en la prueba de triple salto, en la que ha conseguido ser subcampeón europeo en 1982.

## Carrera deportiva
En el Campeonato Europeo de Atletismo de 1982 ganó la medalla de plata en el triple salto, con un salto de 17.15 metros, siendo superado por el británico Keith Connor que con 17.29 metros batió el récord de los campeonatos, y por delante del húngaro Béla Bakosi (bronce con 17.04 metros).
Su mejor marca personal la consiguió el 19 de junio de 1983 en un encuentro en Moscú, logrando llegar hasta los 17.55 metros, que fue la mejor marca conseguida por cualquier atleta en 1983.